# Vestingwerken van Bredevoort

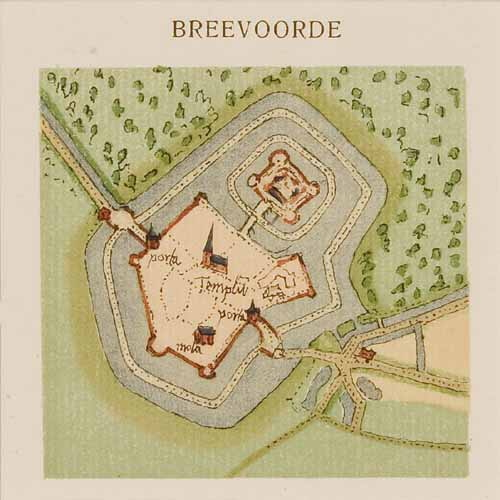
Vestingplan voor 1606, net middeleeuwse stadsmuren

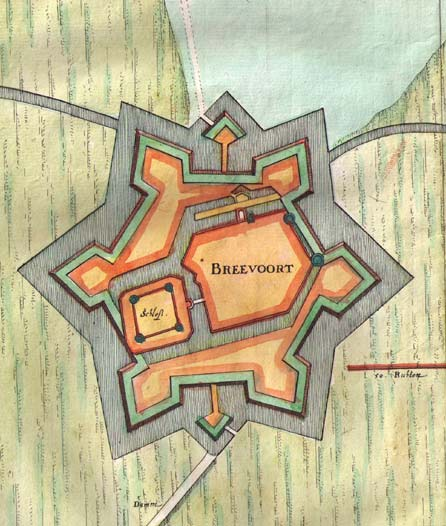
Vestingplan rond 1610, met aarden vestingwerken rondom de middeleeuwse stadsmuren

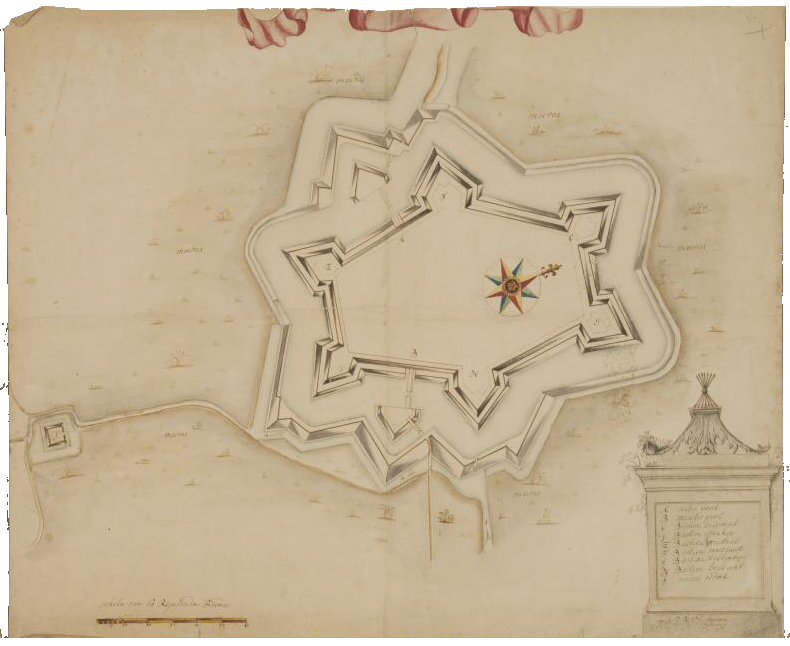
Vestingplan uit 1750

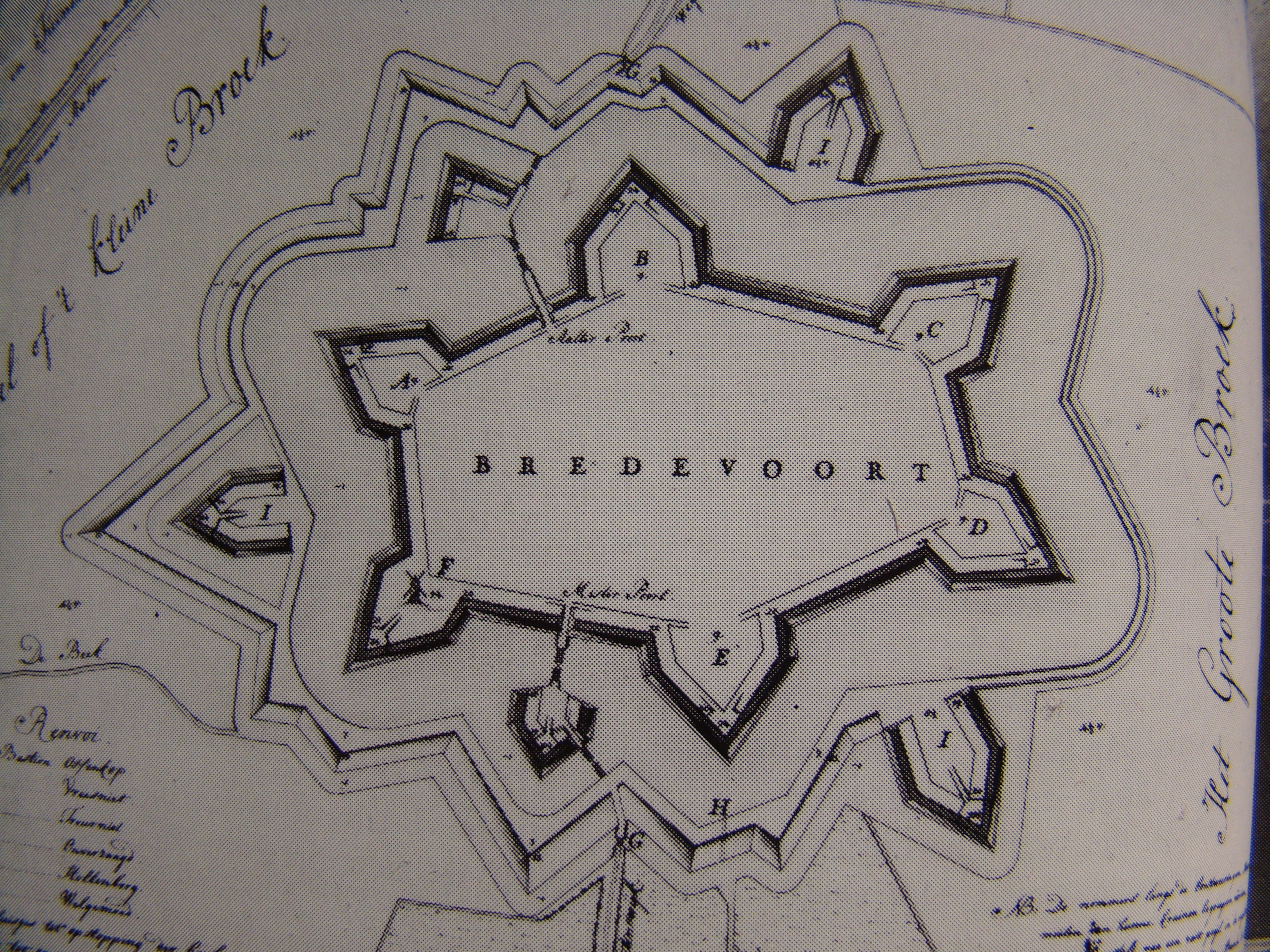
Nooit uitgevoerde plannen

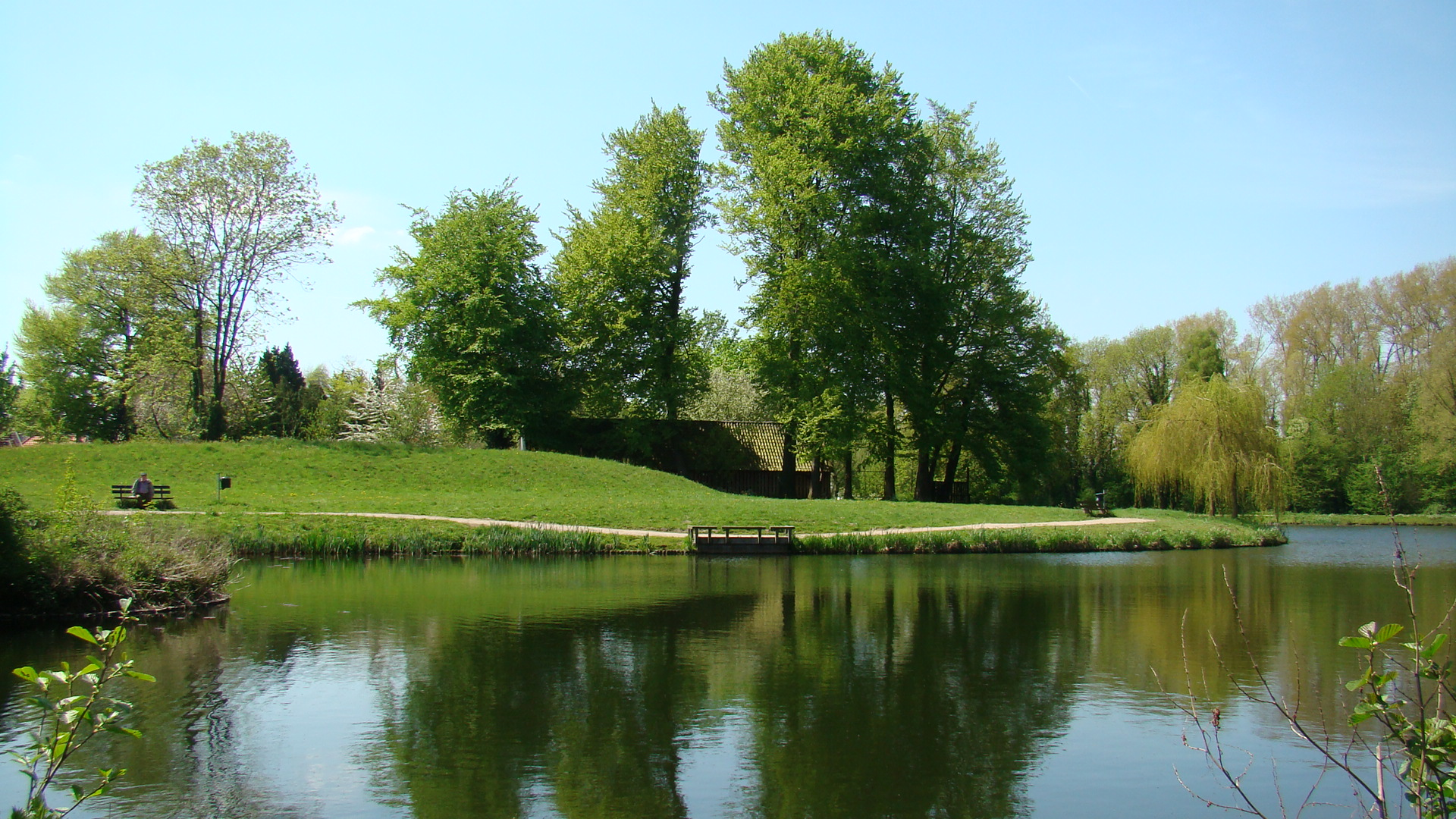
Restanten van het bastion Treurniet

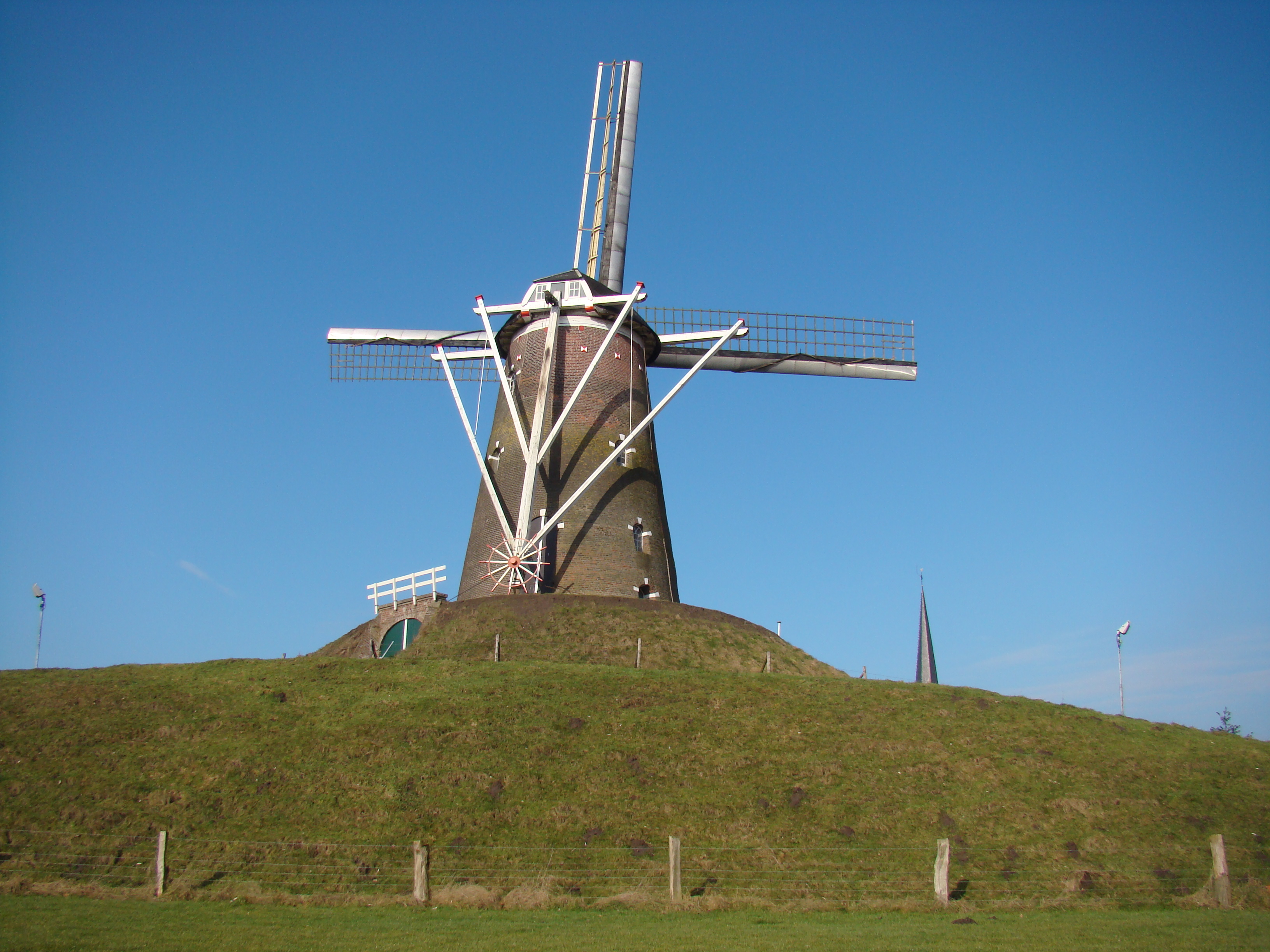
Het bastion Welgemoed

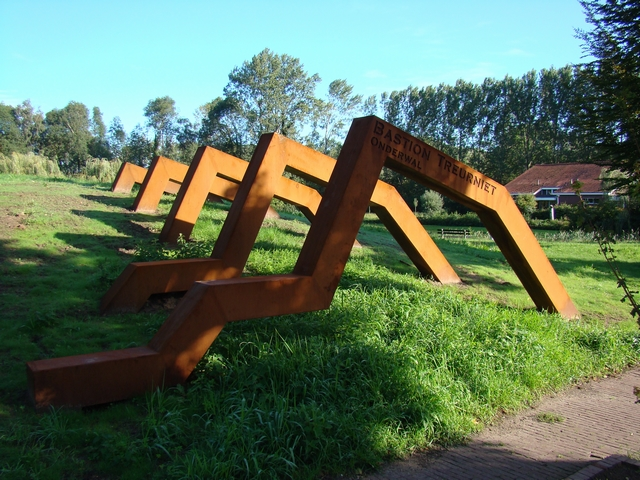
Het bastion Treurniet

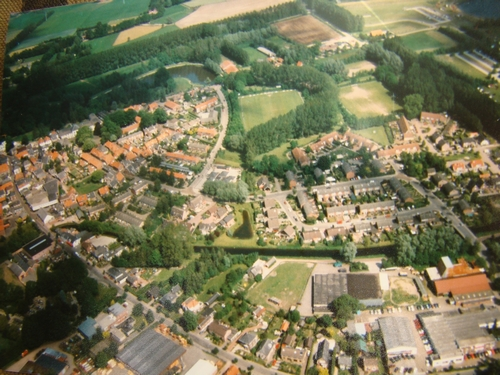
Contouren vanuit de lucht

De Vestingwerken van Bredevoort zijn een reeks van versterkingen van Bredevoort die vanaf de 12e eeuw tot aan het eind van de 19e eeuw dienst hebben gedaan. De meeste vestingwerken werden vanaf 1764 afgebroken, ruim voordat de vestingwet van August Willem Philip Weitzel in 1874 werd aangenomen.

## Geschiedenis
De oudste militaire bebouwing ter plaatse moet in de 12e eeuw een donjon zijn geweest. Eerst van hout, later opgetrokken uit baksteen. Deze toren werd vanaf de 13e eeuw uitgebreid tot een hoofdburcht met voorburcht, ringmuur en grachten. De voorburcht werd daarna weer uitgebreid met een wal en palissade. Onbekend is wanneer de stadsmuur gebouwd werd. In 1248 werd tussen Ludolf II van Steinfurt en Herman van Loon een verdrag gesloten om een "muur om Bredevoort" te bouwen en het verder te versterken met onder meer stenen van het kasteel Lohn. Uit een plattegrond van Jacob van Deventer (ca. 1560) blijkt dat Bredevoort toen uit het kasteel Bredevoort bestond, waarvan de voorburcht uitgroeide tot een stadje voorzien van een geschatte zeven tot acht meter hoge stadsmuur. Kasteel en stad waren gescheiden door een dubbele gracht. Via een brug had men vanuit de stad toegang tot het kasteel. Men moest daarvoor twee poorten passeren (waarvan de tweede poort voorzien was van een barbacane) en ten slotte nog een poortgebouw in de ringmuur voordat men op de binnenhof was.

## Bredevoort voor 1600
Waarschijnlijk was Bredevoort in aanleg vergelijkbaar met het Kasteel Doornenburg van nu; een slot met een ruime voorburcht. In Bredevoort moet die voorburcht later uitgebreid zijn tot stad. In 1278 wordt Bredevoort aangevallen en verwoest door graaf Everhard van der Mark. Voor deze tijd moet het kasteel nog hoge muren en hoektorens hebben gehad. In 1284 koopt bisschop Everhard van Münster het verwoeste kasteel. De bisschoppen van Münster en Keulen verplichten zich om de wederopbouw van kasteel Bredevoort financieel te steunen. De hoektorens werden verlaagd tot rondelen, waarvan de laatste toren zijn oude hoogte blijft houden. Het is onbekend of dit ook de beruchte kruittoren van 1646 was.

## Maarten van Rossum
In 1534 werd Maarten van Rossum door hertog Karel van Gelre als drost van Bredevoort aangesteld. Tussen 1545 en 1555 liet Maarten van Rossum verbeteringen aan de vestingwerken van Bredevoort aanbrengen. Hij liet de stad versterken, nieuwe stadspoorten plaatsen, een Halve Maan voor de Aalterpoort, een bastei met rondeel voor de Misterpoort. De gracht werd verbreed, een deel van de Oostmuur verlegd. Ten slotte liet hij aarden wallen opwerpen tegen de oude stadsmuren om deze ook tegen kanonvuur bestendig te maken.

## Tachtigjarige Oorlog
Tijdens de Tachtigjarige Oorlog bleek na het beleg van 1557 dat met de komst van het buskruit de middeleeuwse verdedigingswerken niet meer bestand waren tegen het kanon. Vanaf 1606 wordt een aarden fortificatie rondom de middeleeuwse versterkingen aangelegd. Deze werkzaamheden waren in 1614 nog in volle gang. Toen werden diverse gaerdens und visscherie buiten Bredevoort afgegraven om opgenomen te worden in de fortificaties. De eigenaar werd daarvoor gecompenseerd en verkreeg een ander stuk grond. Uit een schets uit 1781 in het archief van de Nassause Domeinraad blijkt dat de vestingwerken ook werden voorzien van onderaardse mijnen net zoals bekende vestingen als Bergen op Zoom en 's-Hertogenbosch. Mogelijk werden deze ook rond 1614 aangelegd. Dat blijkt uit een stuk afkomstig uit het 15 november 1631 bij een verkoop van een huis als plaatsbepaling: "alhier binnen Bredevoort langss de strate tegen die Miene aver gelegen". Een van die mijnen werd in 1781 verhuurd tegen het bedrag van 7 gulden en 10 stuivers per jaar nadat de vestingwerken waren opgeheven in 1759.
De vestingwerken werden ontworpen door vestingbouwkundige Adriaen Anthonisz van Alcmaer; een van de eerste ingenieurs die volgens de principes van het Oud Nederlands vestingstelsel werkte. Als de vestingplattegronden van voor 1600 en na 1600 worden vergeleken, dan wordt duidelijk hoe Anthonisz te werk ging. Daaruit blijkt hoe vaardig de wiskundige was met de uitwerking ervan. Er was niet veel ruimte om de stad uit te breiden, zij was tenslotte omringd met moerassen. Hij is met zijn ontwerp van twee punten uitgegaan, van de zuidkant en de noordkant. Voor de zuidkant gebruikte hij de lange wal (een restant uit de tijd dat er een dubbele gracht rondom het stadje lag) die in de gracht lag als courtine. De zuidmuur en de oostmuur gebruikte hij als hoek voor de kenmerkende stervorm. Om deze symmetrisch te houden, moest hij aan de westkant ter hoogte van de Kerkstraat een klein stukje afsnijden. De schuine hoeken van de ringmuur van het kasteel heeft hij als uitgangspunt gebruikt voor de noordelijke bastions. De keel van elk bastion komt ongeveer overeen met de ligging van die ringmuur. Tevens plaatst hij de noordelijke courtine tegen deze ringmuur aan. De stad krijgt een acht meter hoge stadswal en onderwal voorzien van zes bastions genaamd: treurniet, Onversaegt, Stoltenborg, Welgemoed, Ossenkop, Vreesniet. Twee ravelijnen voor de Aalterpoort en Misterpoort, twee contrescarpen voorzien van een bedekte weg en glacis. De gracht is op het smalste stuk veertig meter breed. Het kasteel komt door deze nieuwe vestingwerken binnen de stadswallen te liggen. Uit een 17e-eeuwse kaart blijkt dat de binnengrachten in die periode spoedig na de modernisering al gedempt werden, behalve de kasteelgrachten. De kasteelgrachten waren sinds 1646 overbodig geworden na de Kruittorenramp van Bredevoort. Het kasteel werd niet herbouwd. De kasteelgracht moet ergens tussen 1684 en 1750 zijn gedempt. De nieuwe vestingwerken hebben alleen dienstgedaan tijdens het beleg van 1672.

## Nieuw Nederlands Vestingstelsel
In 1704 werden de vestingwerken nog verbeterd naar inzichten van Menno van Coehoorns Nieuw Nederlands Vestingstelsel, onder verantwoording van Theodor de Lalane du Thay als ingenieur 2e klasse en later de verwalter-drost van Bredevoort. Vanaf 1724 worden er nieuwe contrescarpen aangelegd.

## Ontmanteling
Bredevoort viel buiten de vestingwet van 1874, maar bewoners hebben desalniettemin de ontmanteling doorgevoerd toen de vestingwerken in 1759 werden opgeheven en niet langer door de Staat werden onderhouden. De stad werd vanaf dat jaar zelf verantwoordelijk gesteld voor het kostbare onderhoud ervan. Bastions Treurniet en Vreesniet worden in 1764 door burgers afgegraven. Ter plaatse wordt een Engelse tuin aangelegd, bijbehorend tot het Sint Bernardus. Toen in 1784 een inspectieteam Bredevoort bezocht om de staat van de vestingwerken te bekijken moet men flink geschrokken zijn. In een hoog tempo waren de wallen afgegraven en tot moestuin verwerkt, bruggen gesloopt en vervangen door dammen, zelfs een compleet bastion was tot aan het maaiveld afgegraven. Het Arsenaal en Kruithuis waren onbruikbaar geraakt, ook de ravelijnen waren ook tot moestuin verwerkt. Slechts de Glacis rondom de poorten waren nog intact aanwezig.
Ondanks plannen die men maakte om de vestingwerken te herstellen en vernieuwen met uitbreiding                                                                                                                                                                                                                                                                                                                                                                                                                                                                                                                                                                                                                                                                             van drie lunetten werden deze plannen nooit uitgevoerd. Het verval zette slechts onverminderd door. De tijd van vestingsteden was definitief voorbij. Rond het jaar 1900 werden aan de zuidkant een deel van de grachten gedempt. Volgens eens krant uit 1910 was deze gracht ter plaatse niet echt diep meer. Er was sprake van een modderpoel tijdens droge zomers. In de dertiger jaren van de 20e eeuw werden delen van grachten aan de oostkant gedempt, dit in het kader van werkverschaffingsprojecten tijdens de crisisjaren.

## Restanten
Vrijwel alle Middeleeuwse restanten zijn verdwenen. Hoewel er nog veel funderingen, gangen, gewelven, en muurresten onder de grond aanwezig zijn. Waarschijnlijk is het volledige Middeleeuwse bouwplan nog aanwezig onder de grond. Bij recente opgravingen rondom 't Zand kwamen ook verrassend veel funderingen aan het licht van het kasteel. Tegenwoordig zijn zichtbaar bewaard gebleven; de 17e-eeuwse restanten, van onder andere een stukje van de glacis aan de oostkant (Algemene Begraafplaats), de Grote Gracht aan de noordoostzijde van het stadje, met daaraan grenzend enkele restanten van de bastions, zoals (vermoedelijk) de onderwal van het bastion Treurniet aan de Kruittorenstraat. Vanaf Treurniet ligt een heg die naar het Kleuterbastion loopt, deze loopt exact gelijk met de courtine die Treurniet verbond met het bastion Onversaegt. De Izermanstraat aan weerszijden van de school lopen exact evenwijdig met de flanken van het bastion dat hier lag. De punt van het bastion eindigde dan tot op de middenstip van het voetbalveld, daaromheen de hoofdgracht. Daarbuiten in sportpark 't Broock ligt nog een restant van de singel. De (grotendeels verzande) singel begint ter hoogte van de Grote gracht, dwars door het groen, vanaf gebouw Ons Huis het sportpark in te slingeren, tot aan het scholencomplex aan de Pater Jan de Vriesstraat. Op luchtfoto's zijn die contouren nog goed herkenbaar. De "vijvers" bij de school 't Bastion richting Slingebeek liggen overigens exact op de plek waar hier ooit de oostsingel lag. Aan de oostkant van de stad zijn geen sporen meer terug te vinden. Aan de zuidkant is bewaard gebleven een restant van het zes meter hoge bastion Welgemoed waarop de molen De Prins van Oranje staat. Bastion Welgemoed is overigens geheel "kaal", dus zonder borstweringen, onderwal, en flanken. Ter hoogte van de Sint-Gregoriuskerk is nog een kleine verhoging zichtbaar, een laatste restant van de courtine die hier liep vanaf Bastion Welgemoed (de Molenwal), naar bastion Ossenkop. Ter hoogte van de Kleine Gracht lag het ravelijn voor de Aalterpoort. Vanaf de grond amper herkenbaar, maar luchtfoto's geven nog een beeld van de ligging daarvan. De overgebleven restanten langs de Grote Gracht genieten de beschermende status van rijksmonument. Plannen tot reconstructie van een stuk gracht en twee bastions aan de noordoost zijde vonden geen doorgang. Daarentegen werd het vestingverleden in 2016 van het Vestingpark zichtbaarder gemaakt door een "zwevend pad" van beton dat de bedekte weg van bastion Vreesniet via de courtine naar bastion Treurniet volgt. Tevens werd het schootsveld ontdaan van bomen. 